# Općina Radeče
Općina Radeče (slo.:Občina Radeče) je općina u središnjoj Sloveniji u pokrajini Štajerskoj i statističkoj regiji Savinjskoj. Središte općine je naselje Radeče s 2.296 stanovnika.

## Zemljopis
Općina Radeče nalazi se u središnjem dijelu Slovenije, u području Zasavlja. Općina je u uskoj dolini rijeke Save, na padinama Posavskog Hribovja.
U općini vlada umjereno kontinentalna klima. Najvažniji vodotok u općini je rijeka Sava. Svi ostali vodotoci su mali i njene su pritoci.

## Naselja u općini
Brunk, Brunška Gora, Dobrava, Čimerno, Goreljce, Hotemež, Jagnjenica, Jelovo, Log pri Vrhovem, Loška Gora, Močilno, Njivice, Obrežje, Počakovo, Prapetno, Radeče, Rudna vas, Stari Dvor, Svibno, Vrhovo, Zagrad, Zavrate, Žebnik

## Vanjske poveznice
- Službena stranica općine